# Мукумбаев, Карим Каримович
Карим Каримович Мукумбаев (узб. Karim Karimovich Muqumboyev; 1901, с. Бекхо, Самаркандский уезд, Самаркандская область, Туркестанский край, Российская империя — 1975, Ташкент, Узбекская ССР, СССР) — советский узбекский партийный и государственный деятель. Первый секретарь Наманганского (1941—1945) и Бухарского (1946—1948) обкомов КП(б) Узбекистана.

## Биография
Родился в 1901 в селе Бекхо Самаркандского уезда Самаркандской области Туркестанского края Российской империи (позднее село вошло в состав города Самарканд), в семье рабочего. Член ВКП(б) с 1925 года.
Трудовую деятельность начал в 1915 рабочим Самаркандского винодельческого завода. Образование среднее.
В 1928—1930 годах директор завода треста «Узбеквино» в городе Самарканде. В 1930 году – заместитель директора, директор завода треста «Узбексельпром».
С 1930 по 1933 — заместитель директора прииска Шорса Кыргызской ССР; заместитель директора прииска Ченгирташ Кыргызской ССР.
К октябрю 1937 года — управляющий треста «Узбеквино» Народного комиссариата пищевой промышленности Узбекской ССР.
С октября 1937 по июль 1939 — народный комиссар пищевой промышленности Узбекской ССР.
С июля 1939 по октябрь 1940 — начальник Управления НКВД по Бухарской области.
В октябре-ноябре 1940 — народный комиссар государственного контроля Узбекской ССР.
Март 1941 — 1943 гг. — первый секретарь Организационного бюро ЦК КП(б) Узбекистана по Наманганской области. 
1943—1945 гг. — первый секретарь Наманганского областного комитета КП(б) Узбекистана,
1946—1948? гг. — первый секретарь Бухарского областного комитета КП(б) Узбекистана.
В 1948-1954 годах - министр пищевой промышленности Узбекской ССР; уполномоченный Министерства пищевой промышленности СССР по Средней Азии; управляющий треста «Средазмаслострой».
В 1954—1970 гг. — заместитель председателя, инспектор-консультант Ферганского областного межколхозного Совета по орошению и освоению земель Центральной Ферганы.
Избирался депутатом Верховного Совета СССР 2-го созыва.

## Звание
- Старший лейтенант государственной безопасности (9.05.1940)

## Награды и звания
Награжден орденами Ленина, тремя орденами Трудового Красного Знамени, орденом «Знак Почёта», медалью «За отвагу».